# Chie Nakane

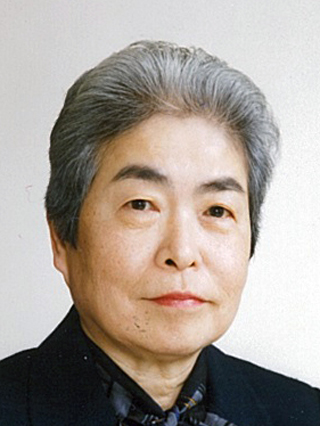
Nakane Chie

Chie Nakane (japanisch 中根 千枝, Nakane Chie; geboren 30. November 1926; gestorben 12. Oktober 2021 in Tokio) war eine japanische Kulturanthropologin.

## Leben und Wirken
Chie Nakane besuchte die Schule der Tsuda Universität machte 1950 ihren Abschluss an der Geisteswissenschaftlichen Fakultät der Universität Tōkyō im Fach „Geschichte des Fernen Ostens“ (東洋史, Tōyō-shi). 1952 beendete sie das Graduierten-Studium. Ab 1953 arbeitete sie am staatlichen indischen „Institut für Anthropologie“ und führte Forschungen im Lande in den verschiedenen Gegenden aus. Die Ergebnisse führten zu einer verbesserten Kenntnis von Gesellschaftsstrukturen mit ihren regionalen Unterschieden. Nakane führte auch Untersuchungen in England und Italien durch, bis sie 1957 nach Japan zurückkehrte.
Nakane wurde Lektorin an der Universität Tōkyō, Assistenzprofessorin und dann Professorin. In Japan untersuchte sie das Selbstverständnis der Rangordnung nach dem Alter in den Dörfern. Dazu publizierte sie 1967 das Buch „Beziehungen der Menschen in der vertikalen Gesellschaft“ (タテ社会の人間関係, Tate-shakai no ningen kankei), das sie weltweit bekannt machte. Sie stellte fest, dass in vielen Gesellschaften die Rangordnung nicht durch Qualifikation, sondern durch die gesellschaftliche Schicht bestimmt wird, der man angehört.
1973 wurde sie Vizepräsidentin der „International Union of Anthropological and Ethnological Sciences“ (IUAES). 1980 wurde sie Direktorin des (東洋文化研究所, Tōyō bunka kenkyūjo) der Universität Tōkyō, 1986 Vorstandsvorsitzende der „Fördergesellschaft für Anthropologie“ (民族学振興会, Minzokugaku shinkō-kai), 1995 Vorsitzende des nationalen Komitees der UNESCO und 2002 Präsidentin der „Jogakkan-Universität Tōkyō“  (東京女学館大学, Tōkyō jogakkan daigaku). Nakane ist Mitglied der Akademie der Wissenschaften.
1993 wurde Nakane als Person mit besonderen kulturellen Verdiensten geehrt, 2001 wurde sie mit dem Kulturorden ausgezeichnet.

## Publikationen (Beispiele)
- „Antlitz vor der Entfaltung – kulturelles Antlitz“ (未開の顔・文明の顔, Mikai no kao – bumnmei no kao) 1959,
- „Voraussetzung für eine Anpassung“ (適応の条件, Tekiō no jōken) 1972,
- „Gesellschaftsanthropologie “ (社会人類学, Shakai jinruigaku) 1987.

## Übersetzungen (englisch)
- Kinship and economic organization in rural Japan. 1967.
- Japanese society. 1970.
- Human relations in Japan: Summary translation of “Tateshakai no Ningen Kankei.” 1972.
- mit C. Chiao (Hrsg.): Home bound: Studies in East Asian society—Papers presented at the symposium in honor of the 80th birthday of Professor Fei Xiaotong. 1992.
- mit S. Oishi (Hrsg.): Tokugawa Japan: The social and economic antecedents of modern Japan. 1990.

## Übersetzungen (Deutsch)
- Die Struktur der japanischen Gesellschaft. Suhrkamp, 1985, ISBN 3-518-11204-X. (Übersetzung aus dem Englischen)